# Pseudantechinus
Pseudantechinus är ett släkte i familjen rovpungdjur med 6 arter som förekommer i nordvästra Australien.

## Utseende
Dessa djur liknar möss i utseende och har en gråbrun pälsfärg som är på buken ljusare. Bakom öronen finns ofta en kastanjebrun fläck. Nosen är liksom hos flera andra småväxta arter i familjen långsträckt. Svansen är vid övergången till kroppen tydlig tjock och används som fettreservoar. Arterna når en kroppslängd mellan 95 och 105 millimeter (utan svans) och en vikt av 20 till 45 gram. Svansen är cirka 8 cm lång.
Arterna skiljer sig från andra rovpungdjur i olikartad konstruktion av skallen, tänderna och hanens penis.
Hos några arter har honor ingen full utvecklad pung (marsupium) utan bara en rund hudflik på buken som skyddar ungarna.

## Ekologi
Arterna vistas främst i torra bergstrakter. De är aktiva på natten och gömmer sig på dagen i bergssprickor. Ibland använder de öppnade termitbon som gömställe. De livnär sig främst av insekter.
Fortplantningen sker under sydvintern (juni - september). Dräktigheten varar i 45 till 55 dagar och sedan föder honan upp till 6 ungar. Ungdjuren stannar sina första levnadsveckor i moderns pung och dias tills de är 14 till 16 veckor gamla. Könsmognaden infaller vid slutet av första levnadsåret. Hannar dör inte efter den första parningen, vad som är vanlig hos nära besläktade pungdjur. Individer av båda kön blir tre till fyra år gamla.
Äldre ungar kan följa med på moderns rygg eller de stannar i ett gömställe.

## Systematik och status
Släktet utgörs av 6 arter.
- Pseudantechinus bilarni lever i Arnhem land i norra Northern Territory. Den betraktades tidigare som när släkting till Parantechinus apicalis och listades därför i släktet Parantechinus. Nyare undersökningar visade att den tillhör släktet Pseudantechinus.
- Pseudantechinus macdonnellensis är den största arten och förekommer från Western Australia till Northern Territory.
- Pseudantechinus mimulus finns vid Gulf of Carpentaria i norra Northern Territory.
- Pseudantechinus ningbing är den näst största arten. Den lever i nordöstra Western Australia och beskrevs först 1988 som självständig art.
- Pseudantechinus roryi finns likaså i Western Australia, fick året 2000 artstatus.
- Pseudantechinus woolleyae förekommer i nordvästra Western Australia.

Arterna liknar pungspetsekorrar (Antechinus) i utseende och listades tidigare till och med i samma släkte. Enligt nyare undersökningar är de inte närmare släkt med varandra. Därför är det vetenskapliga namnet sammansatt av grekiska pseudes (falsk) och pungspetsekorrarnas zoologiska namn.
IUCN listar Pseudantechinus mimulus som starkt hotad (endangered) och Pseudantechinus bilarni som nära hotad (near threatened), alla andra arter betraktas som livskraftiga (least concern).